# Ledný potok
Ledný potok este o arie protejată (arie specială de conservare — SAC, sit de importanță comunitară — SCI) din Republica Cehă întinsă pe o suprafață de 1,61 ha, integral pe uscat.

## Localizare
Centrul sitului Ledný potok este situat la coordonatele 49°42′59″N 13°42′50″E / 49.716389°N 13.713889°E.

## Înființare
Situl Ledný potok a fost declarat sit de importanță comunitară în aprilie 2005 pentru a proteja 1 specie de animale. Situl a fost protejat și ca arie specială de conservare în iulie 2012.

## Biodiversitate
Situată în ecoregiunea continentală, aria protejată nu include niciun habitat protejat.
La baza desemnării sitului se află o specie protejată de  pești: zglăvoacă (Cottus gobio).